# Приазовский национальный природный парк
Приазовский национальный природный парк (укр. Приазовський національний природний парк) — национальный парк, расположенный на территории Бердянского и Мелитопольского районов (Запорожская область, Украина). Создан 10 февраля 2010 года. Площадь — 78 126.92 га.
Водно-болотные угодья международного значения «Молочный лиман» и «Устье реки Берда, Бердянский залив и Бердянская коса», согласно Рамсарской конвенции с особым охранным режимом, частично включены в состав Приазовского национального природного парка.

## История
Природный парк был создан 10 февраля 2010 года согласно Указу Президента Украины Виктора Ющенко №154/2010 с целью сохранения, возобновления и рационального использования типичных и уникальных степных и водных природных комплексов северо-западного побережья Азовского моря, имеющих важное природоохранное, научное, эстетическое, рекреационное и оздоровительное значение.
В конце февраля 2022 года территория парка была оккупирована российскими войсками в ходе вторжения России на Украину.

## Описание
В состав национального природного парка включены земли общей площадью 78 126,92 га, что были переданы природоохранной территории в постоянное пользование без изъятия:
- 51 645,35 га земель госсобственности (в т.ч. с изъятием у землепользователей) (в т.ч. 35 572 га земель водного фонда: 22 072 — залива Молочный лиман и 13 500 — залива Утлюкский лиман)
- 26 481 га земель госсобственности, прилегающие к акватории Азовского моря

Федотова коса тянется на запад и переходит в косу Бирючий остров, что в составе Азово-Сивашского национального природного парка на территории Херсонской области.
В Приазовский национальний природный парк входит Утлюкский лиман в границах Запорожской области (без пруда в северной части, который разделяет природные комплексы основной части и крайнего севера (верховья) лимана при впадении рек Большой Утлюк и Малый Утлюк), озеро Сиваш, куда впадает река Атманай; Молочный лиман, куда впадают реки Молочная, Джекельня и Тащенак, и озеро Молочное; Федотова и Степановская косы; полоса акватории, повторяющая береговую линию, Азовского моря; озеро Тубальский лиман, куда впадает река Домузла; побережье Бердянского залива (между селом Азов и городом Бердянск) с множеством впадающих балок (Петровская, Каменная) и рекой Куцая Бердянка; оконечность Бердянской косы и острова; побережье Белосарайского залива (между городом Бердянск и селом Новопетровка, между началом Бердянской косы и устьем реки Берда) с комплексом озёр, поймой и приустьевой частью (урочище Сладкий Лиман) реки Берды.
Полоса акватории состоит из четырёх раздельных частей: (1) от Федотовой косы (админгранцы Запорожской области с Херсонской) до устья реки Корсак (село Строгановка), (2) Бердянский залив —южнее между селом Азов и городом Бердянск, (3) Бердянский залив — западнее Бердянской косы, (4) Белосарайский залив — от начала Бердянской косы до админгранцы Запорожской области с Донецкой.
Также входят в состав парка реки: Атманай, приустьевые части рек Малый Утлюк и Джекельня, нижнее течение и устье рек Тащенак и Берда, нижнее течение с устьем реки Домузла и приустьевый части её приток (Акчокрак и безымянный ручей).
Функциональное зонирование парка:
- заповедная зона — 8 561 га (10%)
- зона стационарной рекреации — 665 га (0,8%);
- зона регулируемой рекреации — 7 082 га (9,2%);
- хозяйственная зона — 62 943 га (80%).

Заповедная зона парка представлена раздельными участками:
1. несколькими участками акватории Молочного лимана: северная часть — где впадают реки Джекельня, Тащенак, Молочная с их поймами (в приустьевых частях); восточный участок — часть акватории с озером Молочное; западный — Тащенакский под и приустьевая часть реки Тащенак; два южных — Александровский залив (севернее Степановской косы, при впадении безымянного ручья) и залив (севернее косы урочища Пересыпь); безымянный водоём (юго-западнее села Дунаевка);
2. акватория верховья Утлюкского лимана, его восточная часть, куда впадает река Малый Утлюк; участок побережья Утлюкского лимана (урочище Горбаток, южнее села Волчье)
3. акватория Болградского Сивашика, куда впадает река Атманай;
4. устье реки Корсак;
5. острова Малый Дзендзик и Большой Дзендзик, архипелаг Астапиха;
6. пойма реки Берда.

Зона стационарной рекреации парка занимает участок на востоке бывшего Бердянского горсовета — восточнее жилой застройки между началом косы и лиманом Краснопер — с озёрами Большое (Долгое), Среднее, Красное и Малое.
В границах парка расположены такие объекты ПЗФ:
Статус самостоятельных объектов ПЗФ, вошедших в заповедную зону НПП, ликвидирован
- Ландшафтный заказник общегосударственного значения «Коса Федотова»
- Ландшафтный заказник общегосударственного значения «Сивашик» — (часть) заповедная зона парка
- Ландшафтный заказник общегосударственного значения «Пойма реки Берда» — (часть) заповедная зона парка
- Гидрологичный заказник общегосударственного значения «Молочный лиман» — (часть) заповедная зона парка
- Комплексный памятник природы общегосударственного значения «Верховье Утлюкского лимана» — заповедная зона парка[3]
- Ботанический заказник «Правый берег Молочного лимана»
- Ботанический заказник «Степной склон Молочного лимана»
- Орнитологичный заказник «Тащенакский под» — заповедная зона парка
- Ландшафтный заказник «Степановская коса»
- Ландшафтный заказник «Устье реки Корсак» — заповедная зона парка[3]
- Ландшафтный заказник «Оголовок Бердянской косы»
- Комплексный памятник природы «Остров Малый Дзендзик с архипелагом Астапиха» — заповедная зона парка
- Комплексный памятник природы «Остров Большой Дзендзик» — заповедная зона парка
- Ботанический заказник «Дальние Макорты» — (часть) заповедная зона парка
- Ботанический заказник «Ближние Макорты»
- Ботанический памятник природы «Лисья балка» — заповедная зона парка
- Ботанический заказник «Целинный участок» 2 га
- Энтомологичный заказник «Целинный участок» 5 га
- Палеонтологический заказник «Участок побережья Азовского моря» — заповедная зона парка

## Природа
Парк расположен в степной природной зоне с сохранёнными в природном состоянии степными, аквальными и экотонными биоценозами. Парк включает аквальные и наземные комплексы ландшафтов. Аквальные комплексы представлены литоральной частью Азовского моря и его заливов и лиманов, русла, устья рек. Наземные — морские побережья, косы, поймы рек, целинные участки степи, плакорные участки, незначительные по площади сообщества кустарников и деревьев . В составе фауны парка - 10 видов млекопитающих из отряда хищных 